# Conseil supérieur de la magistrature (Tunisie)
Pour les autres articles nationaux ou selon les autres juridictions, voir Conseil supérieur de la magistrature.
Pour les articles homonymes, voir CSM.
Le Conseil supérieur de la magistrature (arabe : المجلس الأعلى للقضاء) ou CSM est un organe constitutionnel tunisien qui garantit, dans le cadre de ses attributions, le bon fonctionnement de la magistrature et l'indépendance du pouvoir judiciaire conformément aux dispositions de la Constitution et des traités internationaux ratifiés.
Dans la Constitution de 2014, les articles 112 à 117 stipulent les fonctions, les pouvoirs, la composition et les modalités d'élection et de nomination des membres du CSM. Les premières élections sont organisées le 23 octobre 2016.
Le 13 février 2022, le président Kaïs Saïed publie le décret présidentiel n°11 pour dissoudre le CSM et le remplacer par un nouveau organe provisoire,.

## Historique

### De l'indépendance à la révolution
Le Conseil supérieur de la magistrature (CSM) est institué pour la première fois par la loi n°29 du 14 juillet 1967, promulguée par le président Habib Bourguiba après son approbation de l'Assemblée nationale. À cette époque, le CSM est présidé par le président de la République, assisté du ministre de la Justice comme vice-président et accompagné de quatorze membres.

### Après la révolution
À la suite de la révolution tunisienne de 2011, la plupart des forces politiques et judiciaires appellent à la dissolution du CSM, le jugeant illégitime ; celui-ci ne poursuit pas ses activités jusqu'au 2 mai 2013, date à laquelle il est remplacé par une autorité temporaire de surveillance de l'ordre judiciaire conformément à la loi fondamentale n°13 portant création de l'autorité. La Constitution tunisienne publiée le 27 janvier 2014 valide la création d'un CSM complètement différent de son prédécesseur. Le 28 avril 2016, l'Assemblée des représentants du peuple promulgue la loi organique n°2016-34 relative au CSM. Les premières élections de ses membres ont lieu le 23 octobre de la même année.

## Fonctions et pouvoirs

### Attributions de l'assemblée plénière
Les attributions de l'assemblée plénière du Conseil supérieur de la magistrature (CSM) sont les suivantes :
- Élabore son règlement intérieur ;
- Fixe les indemnités allouées aux membres dans le cadre des dispositions budgétaires approuvées par l'Assemblée des représentants du peuple ;
- Nomme quatre membres à la Cour constitutionnelle ;
- Émet un avis conforme et présente la proposition exclusive, conformément à l'article 106 de la Constitution ;
- Discute et approuve le projet de budget ;
- Discute et approuve le rapport annuel ;
- Propose les réformes nécessaires pour assurer le bon fonctionnement de la magistrature et le respect de son indépendance ;
- Émet un avis sur les projets et propositions de loi relatifs notamment à l'organisation et l'administration de la justice, la compétence des tribunaux et les procédures suivies devant eux, les statuts particuliers des magistrats et les lois régissant les professions en rapport avec la justice qui lui sont obligatoirement soumis ;
- Émet un avis sur le projet d'arrêté du ministre de la Justice relatif au programme du concours de recrutement des auditeurs de justice ;
- Émet un avis sur la fixation de programmes de formation des auditeurs de justice et des magistrats à l'Institut supérieur de la magistrature ;
- Élabore le code de déontologie du magistrat.
- Établit un rapport annuel sur ses activités et le transmet au président de la République, au président de l'Assemblée des représentants du peuple et au chef du gouvernement.

### Attributions des trois conseils de la magistrature
Les attributions des trois conseils de la magistrature du CSM sont les suivantes :
- Délibère sur les questions qui relèvent de leur compétence en vertu de la Constitution et de la loi, et sur tout ce qui concerne le fonctionnement de la justice dans le cadre de leurs attributions ;
- Fixe leurs besoins dans le cadre de l'élaboration du projet de budget du CSM ;
- Statue en matière de carrière pour les magistrats qui relèvent de leur compétence conformément aux statuts particuliers des magistrats ;
- Statue en matière disciplinaire pour les magistrats qui relèvent de sa compétence.

## Composition
Le Conseil supérieur de la magistrature est composé de quatre structures.
| Structure                                         | Structure                                       | Membres                                                                                           | Statut de membre | Statut de membre |
| Structure                                         | Structure                                       | Membres                                                                                           | Membres par défaut | Membres élus |
| ------------------------------------------------- | ----------------------------------------------- | ------------------------------------------------------------------------------------------------- | --- | --- |
| Conseil supérieur de la magistrature (45 membres) | Conseil de la magistrature judiciaire           | 15 membres                                                                                        | - Premier président de la Cour de cassation - Procureur général auprès de la Cour de cassation - Premier président de la cour d'appel de Tunis - Président du Tribunal immobilier | - Six magistrats élus par leurs pairs du même grade, à raison de deux membres par grade - Trois avocats - Un enseignant chercheur spécialiste en droit privé et ayant le titre de professeur universitaire ou maître de conférences - Un huissier de justice                                                                             |
| Conseil supérieur de la magistrature (45 membres) | Conseil de la magistrature administrative       | 15 membres                                                                                        | - Premier président du Tribunal administratif - Président de la cour administrative d'appel le plus ancien dans sa fonction. - Président de la chambre de cassation ou de la chambre consultative le plus ancien dans sa fonction - Président du Tribunal administratif de première instance le plus ancien dans sa fonction | - Trois conseillers - Trois conseillers-adjoints - Trois avocats - Un enseignant chercheur, spécialiste en droit public et ayant le titre de professeur universitaire ou maître de conférences - Un enseignant chercheur, spécialiste en droit public et ayant le titre de professeur-assistant ou assistant de l'enseignement supérieur |
| Conseil supérieur de la magistrature (45 membres) | Conseil de la magistrature financière           | 15 membres                                                                                        | - Premier président de la Cour des comptes - Commissaire général du gouvernement - Vice-président de la Cour des comptes - Président de chambre le plus ancien dans le grade de conseiller | - Trois conseillers - Trois conseillers-adjoints - Deux avocats - Deux experts-comptables - Un enseignant chercheur ayant le titre de professeur ou maître de conférences de l'enseignement supérieur, spécialiste en finances publiques et fiscalités                                                                                   |
| Session plénière des trois conseils judiciaires   | Session plénière des trois conseils judiciaires | Composée des 45 membres des Conseils de la magistrature judiciaire, administrative et financière, | Composée des 45 membres des Conseils de la magistrature judiciaire, administrative et financière, | Composée des 45 membres des Conseils de la magistrature judiciaire, administrative et financière, |

## Élection

### Conditions et règlement
L'organisation des élections est confiée à l'Instance supérieure indépendante pour les élections, ce qui est considéré comme un cas rare dans le monde, car il n'y a que cinq pays qui utilisent une telle méthode. Les élections doivent être organisées au cours des quatre derniers mois de la législature. Les personnes qui peuvent voter sont les suivantes :
- tout magistrat en exercice ou en détachement ;
- tout avocat en exercice inscrit au tableau de l'Ordre national des avocats ;
- tout enseignant chercheur dans les établissements d'enseignement supérieur, titulaire, en exercice et spécialiste dans l'une des spécialités prévues par l'article 2 de la loi ;
- tout expert-comptable en exercice inscrit auprès de l'Ordre des experts-comptables (en) ;
- tout huissier de justice en exercice inscrit au tableau.

Quant aux candidats au Conseil supérieur de la magistrature (CSM), ils doivent remplir plusieurs conditions : être électeur au sens de la loi, être jugé détenteur de « l'intégrité, la compétence et l'impartialité », avoir un casier judiciaire vierge pour les infractions intentionnelles, présenter des justificatifs de la déclaration annuelle d'impôt sur le revenu de l'année écoulée et ne pas avoir fait l'objet de sanctions disciplinaires. Les membres des bureaux exécutifs ou des organes de gestion d'une association, d'un ordre professionnel ou d'un syndicat des secteurs concernés ne peuvent être nommés qu'après en avoir démissionné.
Par ailleurs, des critères spécifiques aux différentes fonctions doivent être remplies à la date de la présentation de sa candidature :
- les magistrats candidats doivent être en exercice et avoir une ancienneté dans la magistrature d'au moins cinq ans pour les juges judiciaires et trois ans pour les juges administratifs et financiers ;
- les avocats candidats doivent être en exercice, inscrits au tableau de l'Ordre national des avocats auprès de la Cour de cassation et justifier d'une ancienneté d'au moins quinze ans dans la profession ;
- les enseignants chercheurs doivent être titulaires, spécialistes dans l'une des spécialités prévues par l'article 2 de la loi et en exercice dans les établissements d'enseignement supérieur depuis au moins quinze ans ;
- les experts-comptables candidats doivent être en exercice et inscrits à l'Ordre des experts-comptables depuis au moins cinq ans ;
- les huissiers de justice candidats doivent être en exercice et inscrits à l'ordre des huissiers de justice depuis au moins quinze ans.

Il n'est pas permis de se porter candidat à plus d'un conseil de la magistrature. L'élection est qualifiée de libre, directe, honnête et secrète, et organisée selon un scrutin uninominal à un tour. L'électeur choisit ses représentants dans la classe à laquelle il appartient, et les juges choisissent leurs représentants de même classe et grade.

### Scrutin de 2016
La première élection de l'histoire du Conseil supérieur de la magistrature (CSM) dans son ensemble a lieu sur la base de la Constitution de 2014 le 23 octobre 2016. 13 376 électeurs de toutes catégories judiciaires et assimilées sont répartis dans 106 bureaux de vote à travers treize circonscriptions électorales sur l'ensemble du territoire, tandis que le nombre de candidats au CSM se monte à 179, dont 33 devant être élus sur un total de 45 membres, le reste d'entre eux étant nommé. 1 212 observateurs du scrutin appartiennent à huit associations et organisations de la société civile,,. Le taux de participation à ces élections est de 46,9 %, soit 6 275 électeurs.

## Membres (2016-2022)
| Membres                                            | Fonctions                                                         |
| -------------------------------------------------- | ----------------------------------------------------------------- |
| Taïeb Rached (démis de ses fonctions en août 2021) | Premier président de la Cour de cassation                         |
| ?                                                  | Procureur général de la République auprès de la Cour de cassation |
| Zouhair Arous,                                     | Premier président de la cour d'appel de Tunis                     |
| ?                                                  | Président du Tribunal immobilier                                  |
| Malika Mazari                                      | Juges du troisième grade                                          |
| Khaled Abbes                                       | Juges du troisième grade                                          |
| Youssef Bouzakher                                  | Juges du second grade                                             |
| Faouzia Gomri                                      | Juges du second grade                                             |
| Walid Melki                                        | Juges du premier grade                                            |
| Yosra Abdennadher                                  | Juges du premier grade                                            |
| Saïda Chebbi                                       | Avocats à la Cour d'appel[pas clair]                              |
| Moufida Mtimet                                     | Avocats à la Cour d'appel[pas clair]                              |
| Ali Ben Mansour                                    | Avocats à la Cour d'appel[pas clair]                              |
| Rachida Jelassi                                    | Enseignants chercheurs spécialistes en droit privé                |
| Imed Khaskhoussi                                   | Huissiers notaires                                                |

| Membres                    | Fonctions |
| -------------------------- | --- |
| Abdessalem Mehdi Grissiaa, | Premier président du Tribunal administratif supérieur (président)                                                   |
| ?                          | Président de la cour administrative d'appel le plus ancien dans sa fonction (vice-président)                        |
| ?                          | Président de la chambre de cassation ou de la chambre consultative le plus ancien dans sa fonction (vice-président) |
| ?                          | Président du Tribunal administratif de première instance le plus ancien dans sa fonction (membre)                   |
| Sihem Bouagila             | Juges administratifs conseillers                                                                                    |
| Karima Nefzi               | Juges administratifs conseillers                                                                                    |
| Ahmed Souhaïl Raîi         | Juges administratifs conseillers                                                                                    |
| Leila Khelifi              | Juges administratifs conseillers adjoints                                                                           |
| Saber Guesmi               | Juges administratifs conseillers adjoints                                                                           |
| Khiten Jemaï               | Juges administratifs conseillers adjoints                                                                           |
| Yosr Chebbi                | Avocats à Cour d'appel[pas clair]                                                                                   |
| Asma Ben Arbia             | Avocats à Cour d'appel[pas clair]                                                                                   |
| Abdelkarim Rajeh           | Avocats à Cour d'appel[pas clair]                                                                                   |
| Mohamed Sayari             | Enseignants chercheurs spécialistes en droit public                                                                 |
| Basma Sallami              | Enseignants chercheurs assistants spécialistes en droit public                                                      |

| Membres         | Fonctions |
| --------------- | --- |
| Nejib Gtari,    | Premier président de la Cour des comptes (président)                                                                                        |
| Mehdi Maâzoun,  | Commissaire général du gouvernement (vice-président)                                                                                        |
| ?               | Vice-président de la Cour des comptes (rapporteur)                                                                                          |
| ?               | Président de chambre le plus ancien dans le grade de conseiller (membre)                                                                    |
| Akrem Mouhli    | Juges financiers conseillers |
| Nejib Gtari     | Juges financiers conseillers |
| Salwa Atia      | Juges financiers conseillers |
| Ahmed Mejri     | Juges financiers conseillers adjoints |
| Imen Rahmani    | Juges financiers conseillers adjoints |
| Hayet Hammouda  | Juges financiers conseillers adjoints |
| Lamia Mansouri  | Avocats à la Cour d'appel[pas clair] |
| Samira Karaouli | Avocats à la Cour d'appel[pas clair] |
|                 | Enseignant chercheur spécialisé en finances publiques et fiscalité, avec grade de professeur de l'enseignement supérieur ou chargé de cours |
| Mehdi Maâzoun   | Experts-comptables |
| Awatef Marzouki | Experts-comptables |

## Crise de 2021

### Dissolution et installation d'un CSM provisoire
Depuis les décisions du 25 juillet 2021, le président Kaïs Saïed est entré en conflit avec le Conseil supérieur de la magistrature (CSM), critiquant ses performances et sa gestion des affaires de corruption. Le 5 février 2022, après ses déclarations répétées contre le CSM, il annonce sa dissolution, qui est rejetée par les membres du CSM,. Son président, Youssef Bouzakher, annonce que les forces de sécurité ont empêché le 7 février 2022 les administrateurs et les agents d'entrer dans le siège du CSM, soulignant que lui et les autres membres poursuivront leur travail, que ce soit au siège ou à l'extérieur,.
La décision de dissoudre le CSM intervient également après que le président Saïed ait annulé les subventions et privilèges accordés aux membres et après un appel explicite lancé à ses partisans à manifester le 6 février 2022 contre le CSM et à « purifier le système judiciaire des corrompus »,,.
Saïed déclare lors de sa rencontre avec le chef du gouvernement Najla Bouden, le 7 février, que le projet de dissolution du CSM est prêt et sera discuté, estimant qu'il est nécessaire. Il déclare également : « Le Conseil supérieur de la magistrature a été dissous, mais je ne veux pas accaparer tous les pouvoirs. Je veux qu'il y ait une Constitution émanant de la volonté des Tunisiens, et non une Constitution faite sur mesure par ceux qui l'ont écrite ».
Le 10 février 2022, un groupe de juges manifeste contre la dissolution du CSM devant le Palais de justice de la capitale, Tunis, coïncidant avec une grève générale des juges après un appel lancé dans tout le pays par l'Association des magistrats tunisiens, avec des slogans tels que « Le peuple veut une justice indépendante »,,.
Le 13 février 2022, le décret présidentiel n°11 publié par le président Kaïs Saïed met en place un Conseil supérieur de la magistrature provisoire. Celui-ci doit fixer son règlement intérieur dans un délai d'un mois à compter de sa première réunion. Présidé par le premier président de la Cour de cassation assisté de deux vice-présidents que sont le premier président du Tribunal administratif et le président de la Cour des comptes, l'organe est composé de :
- Conseil provisoire de la justice judiciaire :
  - Premier président de la Cour de cassation (président) ;
  - Procureur général auprès de la Cour de cassation (vice-président) ;
  - Procureur général directeur des services judiciaires (rapporteur) ;
  - Président du Tribunal immobilier (membre) ;
  - Trois juges retraités de la justice judiciaire, désignés par décret présidentiel « reconnus pour leur intégrité et leur indépendance, ne pratiquant aucune autre fonction ».
- Conseil provisoire de la justice administrative :
  - Premier président du Tribunal administratif (président) ;
  - Président de la chambre de cassation le plus ancien (vice-président) ;
  - Commissaire d'État le plus ancien (rapporteur) ;
  - Président de la chambre d'appel le plus ancien (membre) ;
  - Trois juges retraités de la justice judiciaire, désignés par décret présidentiel « reconnus pour leur intégrité et leur indépendance, ne pratiquant aucune autre fonction ».
- Conseil provisoire de la justice financière :
  - Premier président de la Cour des comptes (président) ;
  - Procureur général (vice-président) ;
  - Substitut du premier président (rapporteur) ;
  - Président de la chambre d'appel le plus ancien (membre) ;
  - Trois juges retraités de la justice judiciaire, désignés par décret présidentiel « reconnus pour leur intégrité et leur indépendance, ne pratiquant aucune autre fonction ».

### Membres du conseil provisoire (depuis 2022)
Les membres du conseil supérieur provisoire prêtent serment le 7 mars 2022 devant le président Saïed,
| Membres               | Fonctions                                                                   |
| --------------------- | --------------------------------------------------------------------------- |
| Moncef Kchaou         | Premier président de la Cour de cassation (président)                       |
| Fethi Arroum          | Procureur de la République auprès de la Cour de cassation (vice-président)  |
| Imed Derouiche        | Procureur de la République, directeur des services judiciaires (rapporteur) |
| Ahmed El Hafi         | Président du Tribunal immobilier (membre)                                   |
| Chadia Belhadj Brahim | Magistrats à la retraite (membre)                                           |
| Najet Boulila         | Magistrats à la retraite (membre)                                           |
| Chadia Safi           | Magistrats à la retraite (membre)                                           |

| Membres                   | Fonctions                                                                                |
| ------------------------- | ---------------------------------------------------------------------------------------- |
| Abdessalem Mehdi Grissiâa | Premier président du Tribunal administratif supérieur (président)                        |
| Samira Guiza              | Président de la chambre de cassation (le plus ancien dans sa fonction - vice-présidente) |
| Salwa Grira               | Délégué de l'État (le plus ancien dans sa fonction - rapporteur)                         |
| Neila Kallel Hzemi        | Président de la chambre d'appel (le plus ancien dans sa fonction - membre)               |
| Jalila Maddouri           | Magistrats administratifs à la retraite (membre)                                         |
| Nabiha Maktouf Chaibi     | Magistrats administratifs à la retraite (membre)                                         |
| Mustapha Behia            | Magistrats administratifs à la retraite (membre)                                         |

| Membres               | Fonctions                                                                  |
| --------------------- | -------------------------------------------------------------------------- |
| Mohamed Néjib Ktari   | Premier président de la Cour des comptes (président)                       |
| Noureddine Zaouali    | Procureur de la République (vice-président)                                |
| Hatem Selimi          | Vice-président (rapporteur)                                                |
| Salwa Ben Ouali Attia | Président de la chambre d'appel (le plus ancien dans sa fonction - membre) |
| Jilani Chabbeh        | Magistrats financiers à la retraite (membre)                               |
| Hassine Jouini        | Magistrats financiers à la retraite (membre)                               |
| Hend Gounji           | Magistrats financiers à la retraite (membre)                               |

### Réactions

#### Internationales
- Organisation des Nations unies : La Haut-Commissaire des Nations unies aux droits de l'homme, Michelle Bachelet, exhorte le 8 février 2022 le président tunisien à rétablir le Conseil supérieur de la magistrature (CSM), avertissant que sa dissolution porterait gravement atteinte à l'État de droit, à la séparation des pouvoirs et l'indépendance du pouvoir judiciaire dans le pays[43],[44]. Bachelet déclare dans un communiqué : « C'est un pas majeur dans la mauvaise direction. La dissolution du Conseil supérieur de la magistrature est une violation flagrante des obligations de la Tunisie en vertu du droit international des droits de l'homme »[45].
- Union européenne : Le Haut représentant pour les affaires étrangères et la politique de sécurité, Josep Borrell, exprime sa « préoccupation », le 7 février 2022, au sujet de la décision du président tunisien, soulignant « l'importance de l'indépendance du pouvoir judiciaire »[46],[47].
- États-Unis : Le porte-parole du département d'État, Ned Price (en), exprime le 7 février, la vive inquiétude de son pays face à la décision du président tunisien et aux informations qui ont circulé à propos de l'empêchement des employés d'entrer dans le siège du CSM, et réitère la demande de son pays en faveur d'une réforme politique rapide en Tunisie[48],[49].
- G7 : Les ambassadeurs du Canada, de France, d'Allemagne, d'Italie, du Japon, du Royaume-Uni, des États-Unis et de l'Union européenne en Tunisie, dans un communiqué conjoint publié le 8 février, expriment leur profonde inquiétude face à l'intention annoncée de dissoudre le CSM : « La mise en place d'un système judiciaire indépendant, transparent et efficace, et la séparation des pouvoirs, sont nécessaires au bon fonctionnement d'un système démocratique au service de son citoyens sur la base de l'État de droit et de la garantie des libertés et droits fondamentaux »[50],[51].
- Commission internationale de juristes : L'organisation déclare le 7 février que la proposition de dissoudre le CSM devait être abandonnée car elle porterait un coup fatal et irréversible à l'indépendance de la justice, la séparation des pouvoirs et l'État de droit[52],[53].

#### Locales
- Ennahdha : Le parti annonce son rejet catégorique de cette décision, que le communiqué de son bureau exécutif dirigé par Rached Ghannouchi qualifie d'« inconstitutionnelle » et visant à la prise du contrôle de la justice par le président afin de s'en servir comme un outil « pour liquider les opposants politiques, fermer l'espace public et établir un système de gouvernement individuel absolu »[54],[55].
- Moncef Marzouki : L'ancien président appelle l'Assemblée des représentants du peuple suspendue à destituer le président et appelle également les Tunisiens à manifester le 6 février 2022 à Tunis contre cette décision[56],[57].
- Mohamed Abbou : Le militant politique et ancien ministre annonce avoir déposé une plainte auprès du procureur de la République auprès du tribunal de première instance de Tunis contre le président concernant la dissolution du Conseil supérieur de la magistrature (CSM)[58],[59].
- Ordre national des avocats : Brahim Bouderbala, doyen des avocats tunisiens, déclare que « le Conseil supérieur de la magistrature n'a pas été supprimé, mais sa composition a été reconsidérée ». Il exprime également son « soutien à tout ce qui nécessite une réforme » et critique les performances du CSM[60]. Bouderbala, dans une déclaration à la radio, suggère la possibilité que le président dirige le CSM[61].
- Ahmed Néjib Chebbi : Le chef de l'instance politique d'Al Amal appelle les Tunisiens à défendre l'indépendance de la justice[62].
- Association des magistrats tunisiens : Elle appelle les magistrats à suspendre totalement les travaux de tous les tribunaux les 9 et 10 février 2022 en signe de protestation contre la dissolution du Conseil supérieur de la magistrature, qu'elle qualifie de « dernière garantie de la séparation des pouvoirs et de l'équilibre entre eux », et la « violation flagrante de l'indépendance de la justice par le président de la République »[63],[64].
- Syndicat des magistrats tunisiens : la présidente du syndicat, Amira Omri, déclare qu'il y avait une interaction positive avec la récente invitation du président de la République au ministre de la Justice à publier un décret pour réformer le système judiciaire[65]. Le syndicat souligne dans un communiqué du 8 février son adhésion à l'institution du CSM en tant qu'organe représentatif de l'autorité judiciaire, avec une modification de sa composition et de ses attributions, soulignant la nécessité que cette institution judiciaire ne soit pas soumise au pouvoir exécutif et que son indépendance structurelle soit consolidée au profit de la justice tunisienne[66].